# Ubit pri ispolnenii
Ubit pri ispolnenii (Убит при исполнении) è un film del 1977 diretto da Nikolaj Vasil'evič Rozancev.

## Trama
Il film mostra gli ultimi giorni di vita di uno dei primi diplomatici sovietici, Vaclav Vorovsky, morto a Losanna nella primavera del 1923.